# کامیلا (فیلم ۱۹۹۴)
کامیلا (به انگلیسی: Camilla) فیلمی محصول سال ۱۹۹۴ و به کارگردانی دیپا مهتا است. در این فیلم بازیگرانی همچون جسیکا تندی، بریجیت فوندا، الیاس کوتیاس، مائوری چایکین، گراهام گرین و هیوم کرونین ایفای نقش کرده‌اند.